# Cheryl Carolus
Cheryl Carolus (née selon les sources le 27 mai 1958 ou le 20 avril 1959 à Silvertown, sur les Cape Flats, au Cap) est une femme politique et une femme d'affaires sud-africaine.
Militante du Congrès national africain (ANC), devenue proche des dirigeants historiques de ce mouvement, elle participe à l'organisation de la transition pacifique du pays vers une démocratie multiraciale, puis devient une des responsables du développement du tourisme dans l'Afrique du Sud post apartheid. 
Ancienne présidente de SANParks (2004-2009), présidente du conseil d'administration de South African Airways, elle est la présidente exécutive de Peotona Group Holdings, une entreprise appartenant à des femmes avec des actifs dans les industries d'alimentation, des ressources et de l'infrastructure. Membre de plusieurs autres conseils d'administration sur des postes non exécutifs (De Beers, Fenner Conveyor Belting, Macsteel Service Centres SA, IQ Business, Investec Ltd et Investec plc), elle préside plusieurs conseils de fondations de bienfaisance et est membre du comité exécutif de l'ONG International Crisis Group ainsi que fiduciaire du British Museum.

## Biographie
Issue d'une famille modeste de la communauté coloured (son père est ouvrier, opérateur sur imprimante, et sa mère travaille comme aide-infirmière), Cheryl Carolus s'implique dans la politique, durant sa scolarité. Elle devient une militante communiste, et  membre de l’Association des étudiants noirs sud-africains puis de l’Association des étudiants sud-africains. 
À la suite des émeutes de Soweto en 1976, elle participe aux mouvements de contestations de l'apartheid qui se répandent dans les townships du Cap. Elle est alors arrêtée et placée en détention durant 3 mois.  Elle est à cette époque proche des idées de Steve Biko et de la Conscience noire.
Après ses études supérieures à l'université du Cap-Occidental, elle entre dans la vie active comme enseignante dans une école des Cape Flats et rejoint le front démocratique uni, une coalition des organisations anti-apartheid, en 1983. Durant la décennie des années 1980, elle est plusieurs fois arrêtée à cause de son activité de militante contre l'apartheid. En 1989, Carolus participe à la nouvelle campagne de défiance organisée par le mouvement démocratique de masse (MDM). 
En avril 1990, après la levée de l'interdiction de l'ANC et la libération de Nelson Mandela par le président Frederik de Klerk, elle est choisie pour faire partie de la délégation de l'ANC qui rencontre pour la première fois officiellement en mai 1990 le gouvernement de Klerk (accord de Groote Schuur) afin de baser les termes des futures négociations pacifiques devant mener l'Afrique du Sud vers une démocratie multiraciale. Elle est alors la plus jeune au sein de cette délégation, qui est essentiellement constituée de la «vieille garde» du mouvement, comprenant des militants historiques notoirement reconnus tels Nelson Mandela, Walter Sisulu, Ahmed Kathrada, Alfred Nzo, Joe Slovo, Joe Modise, Thabo Mbeki et Ruth Mompati. 
En juillet 1990, Carolus est nommée à la direction transitoire du parti communiste sud-africain (fonction qu'elle occupe jusqu'en décembre 1991) et en juillet 1991 est élue au comité exécutif national de l'ANC, y devenant responsable du département de la santé, de l'action sociale et des ressources humaines et remplaçant dans cette fonction Winnie Mandela.
En 1994, elle est élue secrétaire générale adjointe de l’ANC devenant la première femme secrétaire générale adjointe de ce mouvement,.
En 1998, elle est nommée Haut-Commissaire sud-africain à Londres (c'est-à-dire diplomate chargée de la relation diplomatique de l'Afrique du Sud avec la Grande-Bretagne). 
Entre 2001 et 2004, elle est chef de la direction du bureau du Tourisme (SATOUR). Son pays est alors la destination la plus dynamique au monde, avec 6,5 millions de visiteurs en 2003 contre 3,7 millions en 1994 et 4,8 millions de visiteurs internationaux en 1995 dont 1,1 million provenant d'un autre continent. 
En 2004, elle est nommée Présidente du Conseil d'administration des Parcs nationaux d'Afrique du Sud (South African National Parks ou SANPARKS) puis en 2009, présidente du conseil d'administration de South African Airways. Elle est également présidente de Peotona Holdings, une société d'investissement qui favorise le développement des affaires, la nouvelle Afrique du Sud ayant besoin de créer une forte dynamique économique. Pour autant, si elle se montre active pour favoriser l'essor du pays, elle veut inscrire son action dans une logique de développement durable, respectueux de l'environnement, et l'affirme lors de sa participation  au sommet de la Terre de Johannesburg fin août 2002.
Carolus est membre du Comité Exécutif de l'organisation non gouvernementale International Crisis Group (ICG). En 2015, elle est aussi nommée administrateur du British Museum,

## Vie privée
Elle est mariée à Graham Bloch qui fut un militant blanc anti-apartheid.